# 平賀元義
平賀 元義（ひらが もとよし、寛政12年7月3日（1800年8月22日）- 慶応元年12月28日（1866年2月13日））は、幕末期の国学者、歌人、書家。

## 人物
賀茂真淵に私淑し、独学で国学を修め、中国地方の地理歴史、神社史研究に打ち込んだが、本人は余技とした万葉調の和歌により名を知られる。また、その独特の筆跡で能書家としても愛好されている。友人に同じく国学者、歌人の萩原広道がいる。
元の姓は平尾、幼名は猪之介、後に七蔵とした。喜左衛門、丹介とも称す。名は直元、長元、義元ともいう。また、祖母の姓を借り、興津（沖津）姓を名乗ったこともあった。号は源猫彦（ねこのひこ）、吉備雄、備前処士等。

## 略歴
平尾新兵衛長春と代子の嫡子として生まれた。出生地は母の実家がある備中国下道郡陶村（現・岡山県倉敷市玉島陶）だが、育ったのは岡山城下の富田町である。
父の長春は岡山藩の老中池田憲成の臣であったが、元義は家を継ぐことを良しとせず、天保3年（1832年）3月に脱藩して山陽山陰を彷徨した。諸国で奇矯な振舞いをし、女人遍歴を歌に詠んだ。脱藩中、天保13年（1842年）より終生病がちになり困窮するようになった。嘉永元年（1848年）から備前国磐梨郡稲蒔村石淵鴨部神社（現在は高星神社に合祀）の神主長濱豊三郎の次女と懇ろになり、やがて源太、藤次の二子を儲けたが共に不肖であり、元義の跡を継がず、元義の著作も散逸してしまったという。
齢六十を過ぎ、藩より脱藩の罪を許され、妻と別れ岡山に戻った。岡山では門人も縁者もほとんど絶えていたが、そのうち備前国上道郡大多羅村社方組頭中山縫殿之助宅に身を寄せることができた。この頃元義の学問が評価されるようになり、黒住教教行司所より顧問に招聘されたり、藩主池田茂政より禄を与えられ、また御目見えのための登城の命が下るなどしたが、慶応元年（1865年）12月28日、寄宿先の中山宅を出て友人宅を訪れる途中、路傍の溝にはまり、頓死した。享年67。

### 没後
その後、元義の業績は忘れ去られたが、明治に入って羽生永明が教諭として岡山尋常中学校（現・岡山県立岡山朝日高等学校）に勤務していた際、同僚の岡直廬から元義のことを知らされたことにより、諸所に散っていた元義直筆の歌が書かれた短冊を蒐集し、これを研究し始めた。やがて羽生は、明治33年（1900年）1月より、『山陽新報』（現『山陽新聞』）に「戀の平賀元義」と題した評伝を26回にわたって連載した。これに注目した正岡子規は、自身の門下に元義の歌を発掘した新免一五坊と赤木格堂がいたこともあって、明治34年（1901年）に『日本』に連載していた『墨汁一滴』に、元義を万葉歌人として称賛する文を発表した。こうして元義の名は世に広く知れ渡った。

## 著作
- 出雲風土記考
- 山陽道名所考
- 美作神社考
- 備前続風土記考
- 服部郷図考
- 高蔵神社杵舞記
- 吉備国地理聞書
- 美作視聴録

などがある。ただし、元義の著作には地理歴史書はあるものの、歌については元義が短冊にしたためたのを様々な人に贈ったものがあるだけで、元義自身が纏めた著作は無い。現在読める元義の歌集は、後世の研究者が蒐集して編纂されたものであり、その初期のものは遺漏が多く差異がある。